# Поражение в правах
Пораже́ние в права́х — уголовное наказание, предусматривающее лишение осуждённого определённых личных, гражданских и политических прав. Поражение в правах может иметь различный объём, вплоть до признания осуждённого «юридически мёртвым», то есть лишения его вообще всех прав. В современных правовых системах поражение в правах достаточно часто бывает связано с лишением осуждённого трудовых прав и прав, предоставленных по специальному полномочию: например, УК РФ предусмотрен запрет занимать определённые должности или заниматься определённой деятельностью.

## История
В своем историческом развитии наказание лишением прав прошло две существенно различные ступени.
Высшая форма ограничения прав личности — это фикция юридической смерти преступника, встречавшаяся в римском, в германском и в древнеславянском праве. Лицо, совершившее тяжкое преступление, становилось чужим для общества. Такой человек не мог отправлять религиозные обряды, он был отлучен от общения с другими людьми, лишен возможности делить с ними кров и пищу (aquae et ignis interdictio). Он ставил себя вне охраны закона, лишался охраны государства. Подобно дикому зверю, преступник мог сделаться добычей каждого; как существо бесправное, он подлежал «потоку и разграблению». Мало того, община нередко обещала прощение лишенному мира, если он убьет несколько подобных ему, назначала плату за их головы и т. п.
С развитием общества и смягчением суровости наказаний такого рода поражения в правах были существенно ограничены. В российском праве аналогом данного института являлись положения Воинского устава Петра Великого о шельмовании. Ошельмованный, как говорилось в указах того времени, почитался «яко же умре». Похожие меры встречались и в кодексах других стран: это, например, mort civile (гражданская смерть) во Французском кодексе 1810 г. Она производила те же юридические последствия, что и физическая смерть: брак разрушался, рождённые после этого дети считались незаконными; имущество осужденного поступало в казну; но так как осужденный оставался живым, то его личность все-таки пользовалась охраной, а потому такое состояние приводило к бесконечным противоречиям.
См. также Права состояния#Лишение прав
Гражданская смерть была отменена в Бельгии в 1830 г. и во Франции в 1854 г., в Баварии — в 1849 г., а в Ольденбурге — в 1852 г.
Взамен фикции юридической смерти доктрина выдвинула теорию ограничения юридических прав и дееспособности. Совершение преступлений (особенно тяжких), указывая на опасность преступника для общества, на отсутствие в нем нравственных принципов, уважения к праву и т. д., лишает виновного доверия государства и, следовательно, лишает его права занимать такие должности, заниматься такой деятельностью, которая предполагает особое доверие к исполнителю. Преступник может быть лишён почестей и прерогатив или особого положения, которое он занимал.

## В современном праве

### В России
Ст. 47 Уголовного кодекса РФ предусматривает наказание в виде лишения права занимать определенные должности или заниматься определенной деятельностью. Данное наказание состоит в запрещении занимать должности на государственной службе, в органах местного самоуправления либо заниматься определенной профессиональной или иной деятельностью.
Оно может устанавливаться на срок от одного года до пяти лет в качестве основного вида наказания и на срок от шести месяцев до трех лет в качестве дополнительного вида наказания. За половые преступления против несовершеннолетних лишение права устанавливается на срок до двадцати лет в качестве дополнительного вида наказания.

### Во Франции
Французское уголовное право предусматривает широкий перечень наказаний, связанных с ограничением личных, гражданских и политических прав и свобод осуждённого. Это запрещение пользоваться политическими, гражданскими и семейными правами (права избирать и быть избранным, занимать должность в суде или выступать в качестве эксперта, оказывать юридическую помощь, быть опекуном или попечителем), запрет осуществлять профессиональную или общественную деятельность, запрещение пребывания в местах, определённых судом, или на территории Франции (для иностранцев), запрет на участие в договорах и т. д.